# きょしちょう座デルタ星
きょしちょう座δ星 (δ Tuc / δ Tucanae) は、きょしちょう座の方角にある連星である。主星は青白色のB型主系列星で、伴星は+9.3等級で地球からは主星より7秒離れて見える。